# 莊國民
莊國民（英語：Ricky Chong Kwok-man，1968年6月18日—），香港公務員，現任香港駐悉尼經濟貿易辦事處處長。他在1991年10月加入港英政府，任職於貿易主任職系，曾在貿易署服務。及後，他於2010年代初升任為首席貿易主任，並在2010年代中後期轉任政務職系，曾在商務及經濟發展局及創新及科技局等部門及決策局任職。他在2019冠状病毒病疫情爆發時任職財經事務及庫務局首席助理秘書長，負責推行香港消費券計劃，包括引入移民意圖等審核條件，惟惹來電話抽查領取資格的騙案出現。他在2024年9月接替林美儀出任香港駐悉尼經濟貿易辦事處處長。

## 外部連結
- 莊國民的個人領英頁面

| 政府职务      | 政府职务                                   | 政府职务 |
| ------------- | ------------------------------------------ | -------- |
| 前任： 林美儀 | 香港駐悉尼經濟貿易辦事處處長 2024年9月至今 | 現任     |